# Ohligser TV

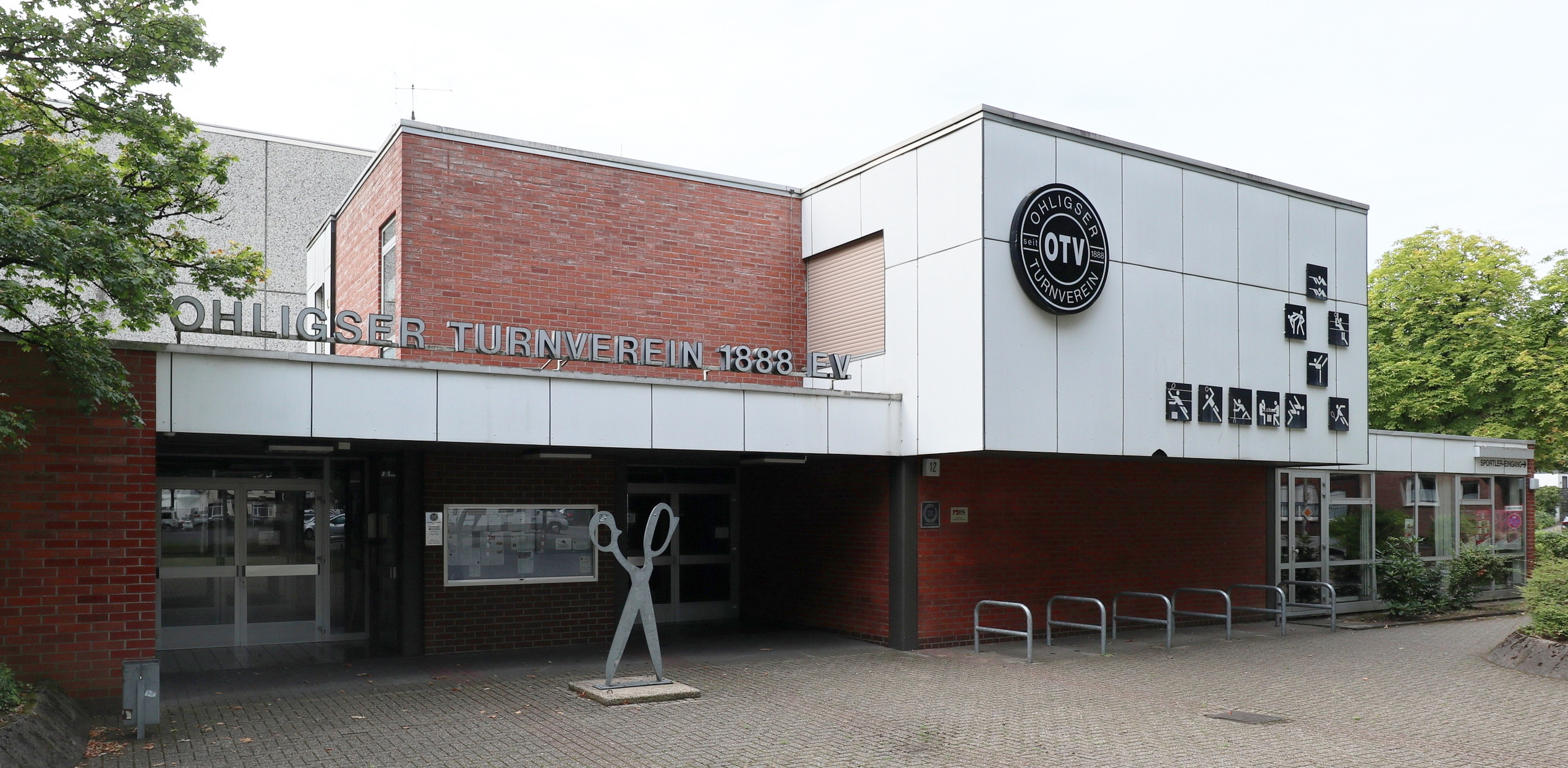
Turnhalle des Ohligser TV in Solingen-Ohligs

Der Ohligser TV (vollständig Ohligser Turnverein 1888, kurz OTV88) ist ein deutscher Multisportverein aus Solingen (Nordrhein-Westfalen).

## Geschichte
Der Verein wurde 1888 als Turnverein gegründet. Nach dem Zweiten Weltkrieg etablierten sich im Verein neun Abteilungen (Badminton, Handball, Kanu, Schach, Schwimmen, Taekwondo, Tennis, Turnen und Volleyball). Seit 2020 gibt es mit „Faustball“ die zehnte Abteilung. Mittlerweile ist der Verein der mitgliederstärkste in Solingen. Erfolgreichste Abteilung im Verein ist Badminton. Die erste Mannschaft der Abteilung spielte in der Saison 1978/79 in der 1. Bundesliga sowie von 1988 bis 2002 und von 2003 bis 2005 in der 2. Bundesliga.

## Erfolge

### Badminton
| Saison  | Veranstaltung                    | Disziplin    | Platz | Name                                                             |
| ------- | -------------------------------- | ------------ | ----- | ---------------------------------------------------------------- |
| 1953/54 | Deutsche Einzelmeisterschaft     | Damendoppel  | 3     | Erna Wüsthoff / Irmgard Ehle (OBC 88 Ohligs)                     |
| 1953/54 | Deutsche Einzelmeisterschaft     | Dameneinzel  | 4     | Erna Wüsthoff (OBC 88 Ohligs)                                    |
| 1954/55 | Deutsche Einzelmeisterschaft     | Damendoppel  | 1     | Erna Wüsthoff / Irmgard Ehle (OBC 88 Ohligs)                     |
| 1954/55 | Deutsche Einzelmeisterschaft     | Dameneinzel  | 3     | Erna Wüsthoff (OBC 88 Ohligs)                                    |
| 1954/55 | Deutsche Einzelmeisterschaft     | Dameneinzel  | 2     | Irmgard Ehle (OBC 88 Ohligs)                                     |
| 1955/56 | Deutsche Einzelmeisterschaft     | Damendoppel  | 2     | Irmgard Ehle / Erna Wüsthoff (OBC 88 Ohligs)                     |
| 1956/57 | Deutsche Einzelmeisterschaft     | Mixed        | 3     | Konrad Dültgen / Irmgard Ehle (TV Merscheid / OBC 88 Ohligs)     |
| 1956/57 | Deutsche Einzelmeisterschaft     | Mixed        | 1     | Hans Eschweiler / Erna Wüsthoff (1. DBC Bonn / OBC 88 Ohligs)    |
| 1956/57 | Deutsche Einzelmeisterschaft     | Damendoppel  | 2     | Irmgard Ehle / Erna Wüsthoff (OBC 88 Ohligs)                     |
| 1973/74 | Deutsche Einzelmeisterschaft U18 | Damendoppel  | 1     | Heidi Krickhaus / Monika Noethgen (TV Ohligs / Dormagener BG 62) |
| 1974/75 | Deutsche Einzelmeisterschaft U22 | Mixed        | 2     | Johann Claasen / Heidi Krickhaus (BC Kleve / TV Ohligs)          |
| 1975/76 | Deutsche Einzelmeisterschaft U14 | Mixed        | 2     | Rolf Tenhaeff / Angelika Niederstebruch (RW Wesel / TV Ohligs)   |
| 1977/78 | Deutsche Einzelmeisterschaft U22 | Mixed        | 1     | Rolf Heyer / Heidi Krickhaus (TB Rheinhausen / Ohligser TV)      |
| 1978/79 | Deutsche Einzelmeisterschaft U22 | Damendoppel  | 1     | Heidi Krickhaus / Elke Schrick (Ohligser TV / 1. BC Leverkusen)  |
| 1982/83 | Deutsche Einzelmeisterschaft U16 | Herrendoppel | 2     | Andreas Ruth (RW Wesel) / Robert Neumann (TV Ohligs)             |
| 1984/85 | Deutsche Einzelmeisterschaft U18 | Herrendoppel | 1     | Andreas Ruth / Robert Neumann (BV Wesel Rot-Weiss / Ohligser TV) |
| 1984/85 | Deutsche Einzelmeisterschaft U18 | Mixed        | 2     | Robert Neumann (TV Ohligs) / Nicole Baldewein (OSC Düsseldorf)   |
| 1994/95 | Deutsche Einzelmeisterschaft O60 | Herrendoppel | 2     | Klaus Reuter (TV Ohligs) / Hans Fischedick (Bottroper BG)        |

### Leichtathletik
Heinz Klophaus: Deutscher Meister im Weitsprung 1952

### Faustball
Seit der Abteilungsgründung im Jahr 2020 wurden einige Erfolge erzielt, besonders stehen dabei die deutschen Meistertitel in der Altersklasse wU16 (Halle 23/24) sowie in der Altersklasse wU18 (Feld 23) hervor.